# Tom Poisson
 (mars 2013).
Si vous disposez d'ouvrages ou d'articles de référence ou si vous connaissez des sites web de qualité traitant du thème abordé ici, merci de compléter l'article en donnant les références utiles à sa vérifiabilité et en les liant à la section « Notes et références ».
Tom Poisson de son vrai nom Jean-Michel Couegnas, est un auteur-compositeur-interprète français.

## Biographie
Tom Poisson fait ses armes au sein de son premier groupe, Arnoulph : il remporte en 2000, le tremplin MCM Session. Sa musique est alors un mélange de pop et d'easy listening. Il est comédien et chanteur au sein de la Troupe du Phénix lorsqu'on le découvre peu après, notamment avec le spectacle Le Petit monde de Georges Brassens. C'est avec cette compagnie itinérante qu'il sillonne les routes de France à chevaux et charrettes, entre 1997 et 2002. D'abord les places de villages, puis les salles prestigieuses. C'est à cette période qu'il rencontre ses futurs acolytes des Fouteurs de Joie, quintet poétique et burlesque. Le groupe est composé de Nicolas Ducron, Alexandre Léauthaud, Laurent Madiot, Christophe Dorémus et Tom Poisson.
En 2002, il est engagé par la compagnie Des-équilibres (François Berdeaux), pour une création pluri-artistique coproduite par le centre national de danse d'Angers, In the bocal-Arrêt provisoire. Douze interprètes incarnent alors l'incommunicabilité en milieu urbain : chant, chant lyrique, danse hip-hop, danse contemporaine, arts du cirque, etc.
En 2004, il réunit des chansons acoustiques et séduit les critiques avec Tom Poisson fait des chansons. À cette occasion, il est consacré Talent RTL. Avec son complice en studio, Jean-Marc Pelatan, il enregistre un second album dans la foulée, Tom Poisson fait des chansons - tom 2, qui rencontre davantage de difficultés lors de sa commercialisation.
En 2008, Patrick Zelnik écoute les douze titres de Riche à Millions et décide de signer Poisson, en licence, sous son label Naïve. Cet album, produit à quatre mains avec Alexandre Léauthaud, est assorti d'une tournée nationale pendant laquelle Poisson et ses acolytes reprennent le visuel du disque en dansant sur scène avec quatre casques roses.
En septembre 2010, Fred Pallem signe pour Tom une réalisation « brute » qui mêle les guitares folk aux guitares électriques. C'est sur Trapéziste, ce nouvel opus, que Poisson délègue, pour la première fois, la réalisation de ses chansons à un tiers. Les couleurs se font plus folk et moins « franco-françaises ». Parallèlement, il rend hommage à Nino Ferrer avec Benoît Simon et Laurent Madiot. The Nino's font plus de deux cents concerts entre 2009 et 2012.
En 2012, il écrit un conte musical étrange pour les petits et les moins petits. L'Homme qui rêvait d'être une girafe (Harmonia Mundi) traite de l'autisme, du mutisme, de la différence, de la force de l'art et de la volonté de se dépasser au travers des choses qu'on fait. Ce spectacle, assorti d'un livre-disque, est produit par les Jeunesses musicales de France (JMF). Les illustrations sont signées Ale+Ale, artistes italiens. Parallèlement, il reprend la route avec Tom Poisson en trio volant, création inédite mêlant des chansons issues de ces quatre albums, des reprises et des chansons inédites. Le tout est agrémenté de projections et d'effets visuels.
Toujours en 2012, il enregistre un nouvel album avec les Fouteurs de Joie, qui préparent leur nouvelle création sur la scène nationale de Douai. Très vite le spectacle rencontre un vif succès et part sur la route sur trois saisons (150 représentations).
Avec L’Homme qui rêvait d’être une girafe, il s’aménage une passerelle entre écriture, chanson, mise en scène, récit et vidéo. Cette expérience dédiée au jeune public le décomplexe et le pousse bientôt à écrire Heureux comme les cerfs-volants. Il s’agit cette fois d’un bouquet d’une douzaine de chansons assorti d’une nouvelle. L’histoire vient épaissir l’album alors même que les chansons viennent nourrir le récit. Sur scène, le projet prend naturellement une forme multiple (musique, chansons, récit, vidéo) mais le travail sur la vidéo est encore plus poussé.
Nommé aux Chroniques lycéennes 2020-2021 de l'Académie Charles-Cros ;
Coup de cœur chanson 2020 de la même Académie, remis dans le cadre du festival Printival Boby Lapointe.

## Discographie
- 2004 : Tom Poisson fait des chansons (Tripsichord)
- 2005 : Le bal des souffleurs par Les Fouteurs de joie (Atoll Music)
- 2006 : Tom Poisson fait des chansons - Tom 2 (Besides)
- 2007 : Riche à millions - Tom 3 (Naïve)
- 2009 : The Nino's chantent Ferrer par The Nino's (Naïve)
- 2010 : Trapéziste  (L'autre distribution)
- 2012 : La belle vie par Les Fouteurs de joie (L'autre distribution)
- 2013 : L'homme qui rêvait d'être une girafe (Livre-disque Le Chant du Monde)
- 2015 : Heureux comme les cerfs-volants (L'autre distribution)
- 2017 : Des étoiles et des idiots par Les Fouteurs de joie (L'autre distribution)
- 2019 : Se passer des visages (Super-Chahut !)
- 2024 : Jean-Michel (Super-Chahut !)